# Kompania Czołgów Rozpoznawczych Dowództwa Obrony Warszawy
Kompania Czołgów Rozpoznawczych Dowództwa Obrony Warszawy – improwizowany pancerny pododdział broni pancernych Wojska Polskiego w II Rzeczypospolitej.

## Formowanie
Kompania sformowana w dniu 3 września 1939 przez Centrum Wyszkolenia Broni Pancernych w Modlinie rozkazem Ministra Spraw Wojskowych jako oddział dyspozycyjny Naczelnego Wodza pod dowództwem kpt. Antoniego Brażuka. Kompania dzieliła się na dwa plutonu, składała się z 11 czołgów rozpoznawczych TK-3 i TKS. Jest prawdopodobne, że kompania otrzymała, co najmniej jeden czołg bez jarzma kulistego z nkm 20 mm FK z modernizowanych w PZInż. czołgów. W dniu 4 września kompania czołgów rozpoznawczych przybyła do Warszawy i stanęła na postój w Łazienkach. 5 września kompania czołgów rozpoznawczych miała z polecenia wiceministra spraw wojskowych zostać wysłana do dyspozycji Zgrupowania Kawalerii płk. Tadeusza Komorowskiego. Pomimo wydania rozkazu przez dowódcę Okręgu Korpusu nr I, kompania nie odjechała do Garwolina.

## Działania bojowe
6 września po południu kompania czołgów rozpoznawczych wyjechała szosą piotrkowską na rozpoznanie sytuacji na styku Armii „Łódź” i Armii „Prusy”. Około godz.18.30 dotarła do Mszczonowa, nawiązała łączność z cofającymi się oddziałami Armii „Łódź”, pozostała na noc w mieście. Rano 7 września wyjechał na patrol jeden pluton, który pod Babskiem napotkał patrol z 4 Dywizji Pancernej i w walce z nim utracił 2 czołgi i 1 motocykl, 3 żołnierzy odniosło rany. Na noc kompania powróciła do Warszawy. Po południu 8 września na przedpole stolicy wyjechały dwa plutony czołgów z kompanii rozpoznawczej. Jeden pluton w kierunku Nadarzyna, drugi w kierunku na Grodzisk Mazowiecki. Oba plutony natknęły się na patrole rozpoznawcze niemieckiej 4 DPanc. Szperacze I plutonu w Raszynie - dwa czołgi natknęły się na niemiecki czołg, stoczyły z nim walkę w efekcie czego, jeden czołg rozpoznawczy został trafiony i uszkodzony, w drugim spadła gąsienica, obie załogi musiały opuścić uszkodzone pojazdy. II pluton został ostrzelany w pobliżu Milanówka przez czołgi II batalionu 36 pułku pancernego. W walce poległ dowódca plutonu sierż. Bartosiński i dwóch strzelców, zniszczone zostały dwa czołgi TK-3 i motocykl. Straty kompanii w dniach 6-8 września wynosiły 3 poległych, 9 rannych i wziętych do niewoli oraz utracono 5 czołgów rozpoznawczych TK-3. Kompania spełniła swoje zadanie pododdziału rozpoznawczego i dostarczyła istotnych informacji do dowództwa garnizonu warszawskiego. Wieczorem w kompanii pozostały 4 sprawne czołgi rozpoznawcze. 
Rano 13 września kompania czołgów rozpoznawczych siłami patrolu z dwoma czołgami patrolowała przedpole na odcinku Babic. Do kompanii dołączyły pozostałości 91 samodzielnej kompanii czołgów rozpoznawczych i 32 samodzielnej kompanii czołgów rozpoznawczych, z pełnymi niemal rzutami techniczno-gospodarczymi. Pozwoliło to odtworzyć na nowo kompanię czołgów rozpoznawczych DOW. Kompanię kpt. Brażuka przydzielono do zgrupowania ppłk. dypl. Leopolda Okulickiego, kompania stanęła na ul. Górczewskiej. 
20 września w skład kompanii włączono pozostałości 71 dywizjonu pancernego w postaci dwóch czołgów rozpoznawczych TKS z nkm 20 mm FK-A. 21 września kompania czołgów rozpoznawczych DOW osiągnęła stan 13 czołgów rozpoznawczych zastępca dowódcy kompanii został ppor. rez. Roman Okuszko, kompania stacjonowała na ul. Górczewskiej wraz z Lotniczym Oddziałem Szturmowym mjr. obs. Zygmunta Zborowskiego obie stanowiły odwód dowódcy zgrupowania ppłk. dypl. Leopolda Okulickiego. 26 września wobec niemieckiego szturmu generalnego użyto wszystkich dostępnych czołgów do walki. Kompania czołgów lekkich walczyła na Woli wspierając II batalion 40 pułk piechoty. Na lewo od niej wykonywała kontratak kompania czołgów rozpoznawczych wspierając plutony 8 kompanię strzelecką 40 pp podczas natarcia wzdłuż ulicy Gizów w kierunku parowozowni na Czystem. Wspólna akcja powstrzymała natarcie niemieckiego 17 pp, tankietki ostrzelała niemiecka artyleria. Wszystkie czołgi wycofały się odnosząc uszkodzenia. 27 września nastąpiło zawieszenie broni i następnie 28 września kapitulacja miasta. Pozostałe czołgi zgromadzono na Wybrzeżu Kościuszkowskim, dokonując uszkodzeń i niszcząc niektóre podzespoły.

### Obsada personalna kompanii
- dowódca kompanii - kpt. Antoni Brażuk[9]
- dowódca I plutonu - ppor. Zeleński
- dowódca II plutonu -st. sierż. Jan Bartosiński +8 IX 1939